# Milton (Massachusetts)
Milton es un pueblo ubicado en el condado de Norfolk en el estado estadounidense de Massachusetts. En el Censo de 2010 tenía una población de 27.003 habitantes y una densidad poblacional de 784 personas por km². Aquí nació en 1924 George H. W. Bush, 41.º presidente de los Estados Unidos.

## Geografía
Según la Oficina del Censo de los Estados Unidos, Milton tiene una superficie total de 34.45 km², de la cual 33.68 km² corresponden a tierra firme y (2.22%) 0.76 km² es agua.

## Demografía
Según el censo de 2010, había 27.003 personas residiendo en Milton. La densidad de población era de 783,9 hab./km². De los 27.003 habitantes, Milton estaba compuesto por el 77.4% blancos, el 14.34% eran afroamericanos, el 0.14% eran amerindios, el 4.14% eran asiáticos, el 0.02% eran isleños del Pacífico, el 1.41% eran de otras razas y el 2.54% pertenecían a dos o más razas. Del total de la población el 3.26% eran hispanos o latinos de cualquier raza.